# Resolució 1666 del Consell de Seguretat de les Nacions Unides
La Resolució 1666 del Consell de Seguretat de les Nacions Unides fou adoptada per unanimitat el 31 de març de 2006. Després de reafirmar totes les resolucions sobre Abkhàzia i Geòrgia, particularment la Resolució 1615 (2005), el Consell va ampliar el mandat de la Missió d'Observació de les Nacions Unides a Geòrgia (UNOMIG) fins al 15 d'octubre de 2006.

## Resolució

### Observacions
El Consell de Seguretat va donar suport als esforços del Secretari General Kofi Annan, el seu representant especial, Rússia i el Grup d'Amics del Secretari General i l'Organització per a la Seguretat i la Cooperació a Europa (OSCE). Va subratllar la importància de la cooperació entre la UNOMIG i la força de manteniment de la pau a Geòrgia de la Comunitat d'Estats Independents (CIS).

### Actes
La resolució va reafirmar el compromís del Consell amb la sobirania i la integritat territorial de Geòrgia dins de les seves fronteres internacionalment reconegudes. A més, va reafirmar la necessitat d'una solució integral basada en els principis continguts en el "Llibre sobre Principis Bàsics per a la Distribució de competències entre Tbilisi i Sukhumi", que demana a Geòrgia i Abkhàzia que utilitzin tots mecanismes continguts en anteriors resolucions del Consell de Seguretat per arribar a una solució pacífica. El Consell va donar suport als esforços d'ambdues parts per participar en la cooperació econòmica.
El Consell, que es dirigeix a ambdues parts, va instar a acords relatius a la no violència i al retorn de refugiats i desplaçats interns a la regió de Gali i va demanar als dos que continuessin en la seva disposició per a una reunió d'alt nivell. Els membres del Consell van demanar a Geòrgia que s'ocupés de les qüestions de seguretat de la part abkhaz, mentre que es va instar a l'exèrcit d'Abkhàzia a abordar la seguretat i les preocupacions dels drets humans dels refugiats i desplaçats interns a la regió de Gali.
El text de la resolució va demanar a ambdues parts que garantissin la seguretat i llibertat de moviment de la UNOMIG, la força de la CEI i altres. Els esforços per implementar la política de tolerància zero en l'explotació sexual van ser ben rebuts i el mandat de la UNOMIG es va estendre fins al 15 d'octubre de 2006. Es va demanar al Secretari General que informés periòdicament sobre la situació.